# Riculiflata cinchonae
Riculiflata cinchonae är en insektsart som beskrevs av Ronald Gordon Fennah 1965. Riculiflata cinchonae ingår i släktet Riculiflata och familjen Flatidae. Inga underarter finns listade i Catalogue of Life.